# Aeroporto di Fukushima
L'Aeroporto di Fukushima (IATA: FKS, ICAO: RJSF) è un aeroporto civile giapponese situato presso la città di Sukagawa e a servizio della città di Fukushima. Situato a 372 m s.l.m. e servito da un limitato numero di voli domestici e internazionali, l'aeroporto dispone di un unico terminal passeggeri e di una pista in asfalto/calcestruzzo con orientamento 01/19 lunga 2.500 metri.